# Restaurator (album)
Restaurator – czwarty album studyjny polskiego rapera Tau, którego premiera odbyła się 15 grudnia 2015 roku. Wydawnictwo ukazało się nakładem wytwórni Bozon Records. Pierwotna data wydania produkcji to 27 listopada 2015 rok. Pierwszy singel zatytułowany po prostu „Restaurator“ został wydany 25 listopada 2015 roku. Produkcją utworu zajął się Gibbs. Miksem i masteringiem albumu zajął się Marek Dulewicz.
Album dotarł do 20. miejsca polskiej listy przebojów OLiS.

## Lista utworów
Opracowano na podstawie materiału źródłowego.
| Nr  | Tytuł utworu                                                | Producent           | Długość |
| --- | ----------------------------------------------------------- | ------------------- | ------- |
| 1.  | „Restaurator”                                               | Gibbs               | 3:54    |
| 2.  | „Fair Play”                                                 | Chris Carson        | 3:41    |
| 3.  | „Sternik” (wokalizy Agnieszka Musiał oraz Małgorzata Hutek) | Chris Carson        | 4:24    |
| 4.  | „Pinokyo”                                                   | Gawvi               | 4:18    |
| 5.  | „Ostatni taniec”                                            | Zdolny              | 4:27    |
| 6.  | „Święty” (wokalizy Agnieszka Musiał oraz Małgorzata Hutek)  | Zdolny              | 4:27    |
| 7.  | „Casanova”                                                  | Tau                 | 3:15    |
| 8.  | „Goliat”                                                    | SoDrumatic          | 3:49    |
| 9.  | „Jestem” (wokal Maleo)                                      | o. Jakub Waszkowiak | 4:45    |
| 10. | „Język miłości” (wokalizy Agnieszka Musiał)                 | Tau                 | 3:14    |
| 11. | „Na niby”                                                   | Pawbeats            | 4:24    |
| 12. | „Ból” (wokalizy Agnieszka Musiał oraz Małgorzata Hutek)     | Chris Carson        | 4:18    |
| 13. | „Krzyż”                                                     | Tau                 | 4:41    |
| 14. | „Kołysanka”                                                 | Tau                 | 3:23    |
| 15. | „Miłosierdzie”                                              | Sherlock            | 4:44    |
| 16. | „Marzyciel”                                                 | Tau                 | 3:04    |
| 17. | „Przybysz”                                                  | Tau                 | 9:11    |
| 18. | „Kosmonauta” (utwór dodatkowy)                              | Julas               | 3:52    |
|     |                                                             |                     | 1:17:51 |